# Bridgestone Arena
La Bridgestone Arena, precedentemente conosciuta come Nashville Arena (1996-1999), Gaylord Entertainment Center (1999-2007) e Sommet Center (2007-2009) è un'arena coperta situata a Nashville, Tennessee. Dal 1998 ospita i Nashville Predators della NHL. In passato ha ospitato i Nashville Kats, franchigia della AFL, dal 1997 al 2001 e dal 2005 al 2007.

## Storia
L'arena venne aperta nel 1996 come Nashville Arena e nel 1999 venne rinominata Gaylord Entertainment Center (GEC) in seguito a un contratto della durata di 20 anni e del valore di 80 milioni di dollari con la Gaylord Entertainment Company, società basata a Nashville, all'epoca proprietaria anche di una parte dei Predators.
Nel febbraio 2005 fu annunciato che i Predators e la Gaylord avevano raggiunto un accordo che escludeva futuri possibili legami, e che la Gaylord avrebbe continuato a dare il nome all'arena fino a quando non si sarebbe trovato un nuovo acquirente per i diritti di denominazione. Di conseguenza, i media di Nashville e i Predators stessi tornarono a chiamare la struttura Nashville Arena, anche se ufficialmente era ancora Gaylord Entertainment Center.
Il 16 marzo 2007 la struttura fu ufficialmente rinominata Nashville Arena, e tutti i loghi della Gaylord vennero rimossi dall'esterno dell'arena.
Il 18 maggio 2007 la Sommet, società di Franklin, acquistò i diritti di denominazione dell'arena, che venne ribattezzata Sommet Center.

## Eventi Importanti
- 1997 - Campionati nazionali di Pattinaggio di Figura
- 19 maggio 2002 - WWE Judgment Day
- 2003 - NHL Entry Draft
- 2004 - Campionati nazionali di Ginnastica
- 6 novembre 2006 - CMA Awards
- 30-31 gennaio 2016 - NHL All Star Game

## Concerti
Vi si sono esibiti, tra gli altri, i seguenti artisti: Tim McGraw, gli Iron Maiden, Beyoncé, i One Direction, Demi Lovato, Selena Gomez, Céline Dion, Katy Perry, Britney Spears, i Rolling Stones, i Metallica, Justin Timberlake, Bruno Mars, gli Aerosmith, Roger Waters, i Kiss, Miley Cyrus, Justin Bieber, Lady Gaga, Rihanna, Taylor Swift. 

## Riconoscimenti
Il Sommet Center è stato nominato per il 2007 Pollstar Concert Industry Venue of the Year Award. Questa è la quarta denominazione, dopo quelle del 1998 come Nashville Arena, e quelle del 1999 e 2000 come Gaylord Entertainment Center. Le altre 6 arene nominate erano: il Madison Square Garden (poi vincitore del premio), New York; lo Staples Center, Los Angeles; il Verizon Center, Washington; l'Air Canada Centre, Toronto; l'Honda Center, Anaheim; l'HP Pavilion at San José e l'Xcel Energy Center, Saint Paul.